# Antonín Odehnal (grafik)
Antonín Odehnal (15. dubna 1931 Skalice nad Svitavou – 20. dubna 2017 Brno) byl český malíř, grafik, tvůrce poštovních známek a pedagog.

## Život
Narodil se 15. dubna 1931 ve Skalici nad Svitavou. Brzy se s rodinou přestěhoval do Brna, kde v letech 1949–1953 vystudoval Střední umělecko-průmyslovou školu (nyní Střední škola umění a designu a Vyšší odborná škola Brno), oddělení užité malby, kde pedagogicky působil Bohdan Lacina a později Jaroslav Lukeš.
Ke grafickým technikám Antonína Odehnala ve škole přivedl sklář a grafik Zdeněk Juna.
V letech 1953–1959 studoval na Akademii výtvarných umění v Praze na oddělení grafiky u profesora Vladimíra Silovského.
Od roku 1963 vyučoval figurální kreslení na Střední umělecko-průmyslové škole v Brně (nyní Střední škola umění a designu a Vyšší odborná škola Brno) a v letech 1986–1996 zde vedl oddělení užité grafiky. Po Sametové revoluci pomohl škole překlenout období hledání nového vedení a v roce 1990 působil jako ředitel školy.
V letech 1996–1998 vyučoval grafické techniky na Fakultě výtvarných umění Vysokého učení technického v Brně.
Celý život se věnoval grafické tvorbě. Zemřel v Brně, 20. dubna 2017.
Jeho dcera Alena Jedličková (narozena 17. ledna 1974) je rovněž grafička a typografka a působí pedagogicky na téže škole – SŠUD.

## Pedagogické působení
- 1963–1986 Střední umělecko-průmyslová škola (nyní Střední škola umění a designu a Vyšší odborná škola Brno)
- 1986–1996 Střední umělecko-průmyslová škola v Brně (nyní Střední škola umění a designu a Vyšší odborná škola Brno), oddělení propagační grafiky, vedoucí oddělení
- 1996–1998 Fakulta výtvarných umění Vysokého učení technického v Brně
- 2001 Střední škola umění a designu (nyní Střední škola umění a designu a Vyšší odborná škola Brno)

## Dílo
Již během studia na Akademii výtvarných umění v Praze se Antonín Odehnal začal věnovat tématu sportovců. Stěžejní práce vznikaly v 60. letech, ale Odehnal se k tomuto tématu pravidelně vracel. Vytvořil rozsáhlý soubor leptů a suchých jehel větších formátů s expresivně ztvárněnými figurami atletů, judistů a boxerů. Zaměřoval se na vypjaté situace, zápasící figury, atlety vyrážející ze startovacích bloků. Pro zdůraznění dramatu zjednodušil a stylizoval figury až do podoby znaků – siluet podtržených dramatickou prací se světlem a kontrastními tóny (K. O. I., 1962; Judo I., 1963). V roce 1991 získal na pařížském Podzimním salonu cenu za cyklus sportovců.
Výrazná exprese a práce se světlem se je zřetelná i v druhé části umělcovy tvorby, motivech krajin. Zaměřoval se jak na surovost motivů mrtvých lesů Krušných hor (cyklus Krušné hory, 1979), tak na melancholickou atmosféru mizejících zaplavených lesů pod Pálavou (cyklus Vrby pod Pálavou, 1980). Využitím techniky rezerváže často kombinované s akvatintou docílil výrazných struktur a bohaté škály šedí a vytvářel tak poloabstraktní imprese krajin. V těchto grafických listech se umělec pohyboval na hranici mezi grafikou a malbou. Bohatá škála tónů vznikala už při leptání desky a další osobitý charakter grafiky vytvořil při vytírání barvy hraničícím s malbou přímo na tiskové desce před tiskem.
V komorní grafice, ex libris a novoročenkách uplatnil náročné grafické techniky mědirytu, dřevorytu, mezzotinty a čárového leptu. Od osmdesátých let se Odehnal pravidelně účastnil soutěží ex libris v mnoha městech Evropy (Cortona, Vilnius, Paříž, Janov, Oss a Meudon) a získal řadu ocenění.
Od 90. let se věnoval známkové tvorbě. Poslední známka byla vydána krátce po jeho úmrtí.
Patřil k umělcům ovládajícím mistrně většinu grafických technik a tyto zkušenosti předal mnoha generacím studentů.

## Výstavy

### Samostatné výstavy (výběr)
- 1983 Dům pánů z Kunštátu, Brno
- 1989 Moravský Krumlov
- 1991 Galerie Hollar, Praha
- 1993 Galerie MKS, Boskovice
- 1994 Výstava ex libris, Dům techniky, Brno
- 1996 Muzeum města Brna, Měnínská Brána, Brno
- 1997 Galerie Hollar, zámek Slavkov
- 1998 Galerie Duha, Prostějov
- 2005 Poštovní muzeum, Praha
- 2008 Galerie ÚPT AVČR Brno
- 2009 Výstavní síň Staré radnice, Žďár nad Sázavou
- 2011 Galerie Hollar, Praha
- 2021 Galerie Společenské centrum, Adamov

### Skupinové výstavy (výběr)
- 1987 Osobnosti brněnské grafiky 20. století, Dům pánů z Kunštátu, Brno
- 1989 Moravská grafika, Dům umění města Brna, Brno
  - Současná česká grafika, Mánes, Praha
- 1990 Obnovení činnosti SČUG Hollar, Galerie Václava Špály, Praha
  - Soutěž ex libris Fondation Taylor, Paříž, Francie
- 1991 Salon d’Automne, Paříž, Francie (cena)
  - Světová výstava ex libris, Sapporo, Japonsko
- 1992 75. výročí SČUG Hollar, Mánes, Praha
  - Salon d’Automne, Paříž, Francie
- 1993 Interkontakt grafik, Mánes, Praha
- 1995 Česká grafika, Galerie města Bratislavy, Bratislava
- 2000 Sdružení Q, Muzeum města Brna, Brno
- 2001 Ex libris, galerie Hollar, Praha
- 2002 Ex libris, formy bibliofilství, Tokio, Japonsko
- 2003 Sdružení Q, Lisabon
- 2007 Pocta Václavu Hollarovi, přehlídka současné grafiky, SČUG Hollar, Praha
- 2008 XII. trienále ex libris, Chrudim (pravidelně zastoupen od r. 1980)
- 2010 I. bienále exlibris, Guangzhou, Čína
- 2011 výstavy exlibris Pont de Vaux, Švýcarsko; Šanghaj, Čína
- 2011–2013 Sdružení Q, Orlovna Kroměříž, Chvalský zámek Praha, Senica Slovensko

## Ocenění
- 1984 cena za ex libris pro město Cortona, Itálie
- 1989 cena za ex libris, Vilnius, Litva
- 1990 cena za ex libris Fondation Taylor, Paříž, Francie
- 1991 cena za grafiku, Salon d’Automne, Paříž, Francie
- 1992 cena za ex libris „Cristoforo Colombo“, Janov, Itálie
- 1993 cena za ex libris Druk en Papier, Oss, Holandsko
- 1994 cena za ex libris „Rabelais“, Meudon, Francie
- 2011 Čestná uznání za exlibris 2x Pont de Vaux, Švýcarsko, Šanghaj, Čína

## Zastoupení ve sbírkách
- Národní galerie Praha, Česká republika
- Moravská galerie v Brně, Česká republika
- Muzeum města Brna, Česká republika
- Univerzita Karlova, Praha, Česká republika
- Památník národního písemnictví – Kabinet ex libris, Chrudim, Česká republika
- Městské muzeum a galerie Břeclav, Česká republika
- Ex libris museum St. Niklaas, Belgie
- Gutenberg Museum Mainz, Německo
- Collection Cliff Parfit, Shimonoseki, Japonsko
- The English Centre – Chofu Shimonoseki, Japonsko
- Instituto Internazionale ex libris Gianni Mantero, Soveria Mantelli, Itálie
- Collezione Mario de Filippis, Arezzo, Itálie
- Museo de la ciudad de Cortona, Itálie
- Galleria della Figurina, Modena, Itálie
- Biblioteca Arezzo, Itálie
- Biblioteca dell’ Archiginnasi, Bologna, Itálie
- Biblioteca Elsa Morante, Řím, Itálie
- Museo Marítim, Barcelona, Španělsko
- Galerie přátelství, Zirc, Maďarsko
- Soukromí sběratelé: Česká republika, Slovensko, Německo, Holandsko, Belgie, Francie, Anglie, Portugalsko, Japonsko, Itálie, Maďarsko, Španělsko, USA, Ukrajina, Litva

## Členství v uměleckých skupinách
- 1959–1970 člen Svazu českých výtvarných umělců, poté opět od roku 1981
- 1989 člen Spolku českých umělců grafiků Hollar
- 1996 člen Sdružení Q Brno

## Vlastní publikace
- Antonín Odehnal, Grafické techniky, Střední škola uměleckých řemesel v Brně, Brno 1996
- Antonín Odehnal, Grafické techniky, praktický průvodce, Era, Brno 2005